# Verteidigungsministerium der Russischen Föderation
Das Verteidigungsministerium der Russischen Föderation (russisch Министерство обороны Российской Федерации Ministerstwo obrony Rossijskoj Federazii), umgangssprachlich Минобороны Minoborony ist das Verteidigungsministerium in Russland und eines der Ministerien der Regierung der Russischen Föderation.

## Allgemeines
Es gehört, zusammen mit dem Innen-, dem Außen- sowie dem Justiz- und dem Katastrophenschutzministerium, zu den fünf Ministerien des russischen Kabinetts, die unmittelbar dem Präsidenten Russlands unterstehen. Seine zentrale Aufgabe besteht in der Konzeption und Umsetzung der staatlichen Politik auf dem Gebiet der Landesverteidigung. Die genauen Obliegenheiten und Vollmachten des Minoborony sowie seine interne Organisation sind im Statut über das Verteidigungsministerium der Russischen Föderation festgeschrieben, das in seiner aktuellen Fassung per Präsidialerlass vom 16. August 2004 bestätigt wurde.
Dem Minoborony untergeordnet sind die gesamten russischen Streitkräfte mit Ausnahme der Inneren Truppen (wie etwa den Spezialeinheiten zur Terrorbekämpfung), die vom Innenministerium verwaltet werden.
Mit der Junarmija (übersetzt: Jugendarmee) verfügt das Verteidigungsministerium über eine militaristische Erziehungsorganisation.

## Minister
| Name               | Amtsantritt      | Amtsende         |
| ------------------ | ---------------- | ---------------- |
| Boris Jelzin       | 16. März 1992    | 18. Mai 1992     |
| Pawel Gratschow    | 18. Mai 1992     | 18. Juni 1996    |
| Michail Kolesnikow | 18. Juni 1996    | 24. Juli 1996    |
| Igor Rodionow      | 24. Juli 1996    | 23. Mai 1997     |
| Igor Sergejew      | 23. Mai 1997     | 18. März 2001    |
| Sergei Iwanow      | 18. März 2001    | 15. Februar 2007 |
| Anatoli Serdjukow  | 15. Februar 2007 | 6. November 2012 |
| Sergei Schoigu     | 6. November 2012 | 14. Mai 2024     |
| Andrej Bjeloussow  | 14. Mai 2024     |                  |

## Galerie

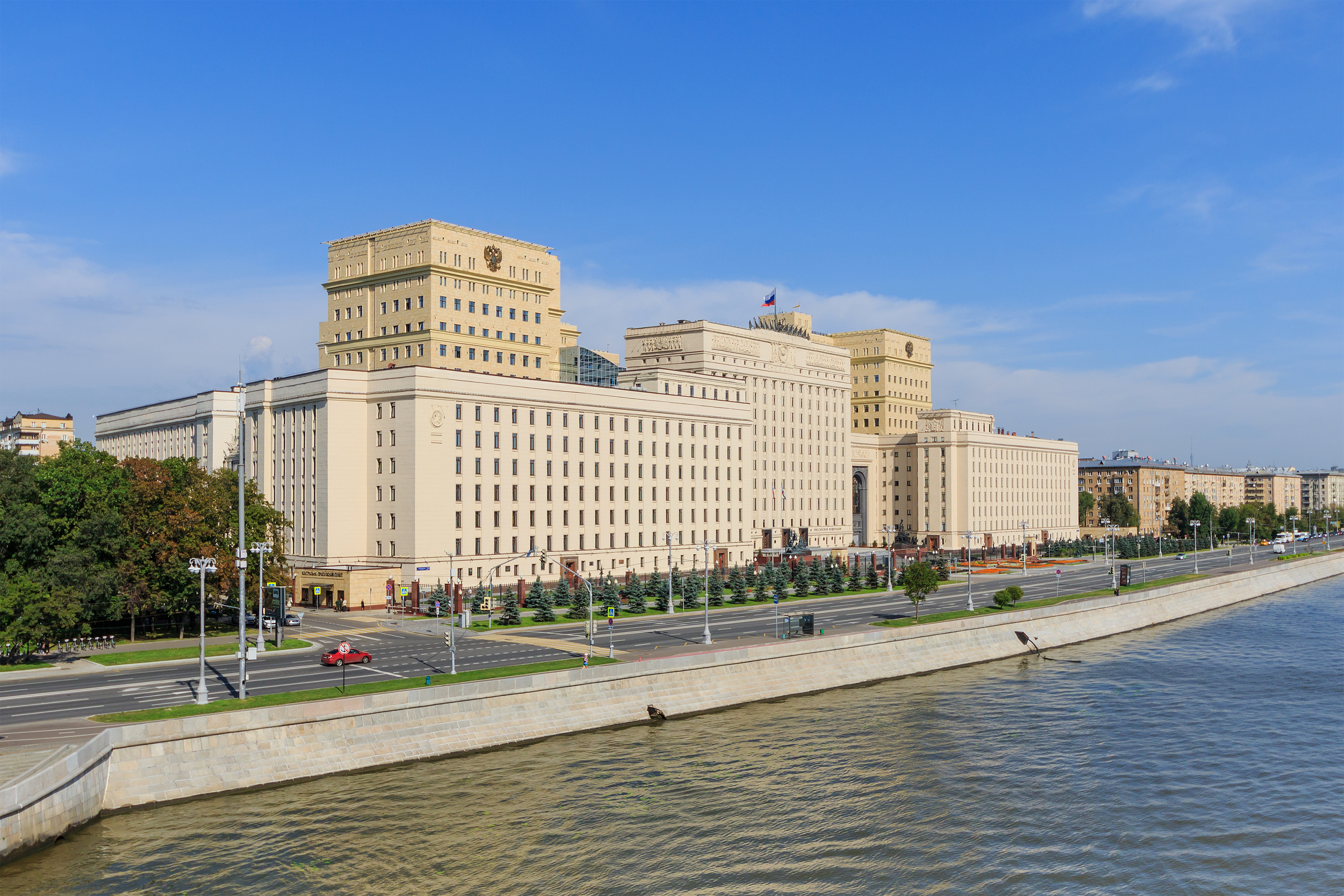
Hauptsitz des Ministeriums in Moskau
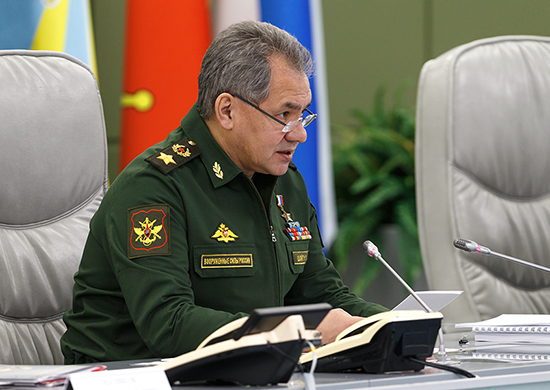
Verteidigungsminister Sergei Schoigu
Flagge des Verteidigungsministeriums
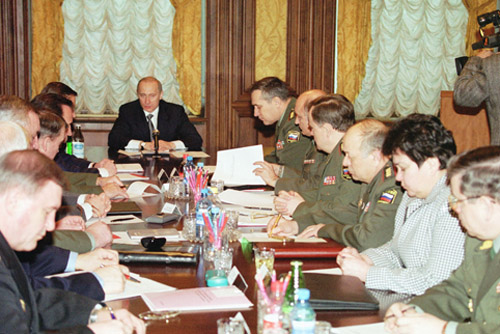
Sitzung des Verteidigungsministeriums mit Präsident W. Putin
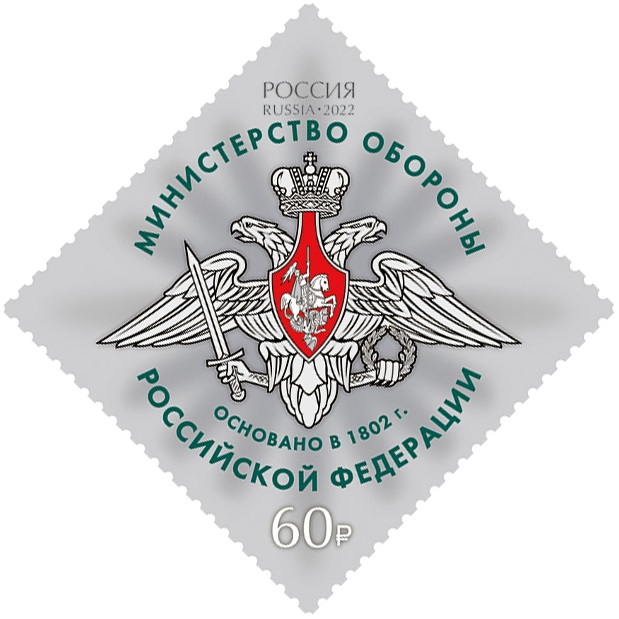
Briefmarke aus Anlass des 120. Gründungsjahres